# Hesdy Gerges
Hesdy Gerges (ur. 20 lutego 1984 w Amsterdamie) – holenderski kick-boxer wagi ciężkiej i superciężkiej, mistrz świata It’s Showtime w latach 2010–2012.

## Kariera sportowa
Urodził się w Amsterdamie z holenderskiej matki i surinamskiego ojca. Wychowywał go egipski ojczym. W 2001 rozpoczął treningi kickbokserskie. 2 czerwca 2006 zmierzył się z Włochem Daniele Petronim o pierwszy zawodowy tytuł organizacji WAKO Pro, ostatecznie przegrywając z nim na punkty. Rok później, 2 czerwca 2007 został mistrzem Holandii WFCA w wadze superciężkiej, wygrywając z Boben van Boxmeerem. W kolejnych latach zdobywał pasy mistrza krajów Beneluxu Europy oraz świata organizacji WFCA.
17 lutego 2008 przegrał z Tunezyjczykiem Mouradem Bouzidim na gali K-1 MAX Netherlands 2008. W latach 2008–2010 mierzył się z klasowymi zawodnikami m.in. Andersonem Silvą, Semmym Schiltem, Rusłanem Karajewem czy Pawłem Słowińskim, wygrywając z dwoma ostatnimi.
29 maja 2010 został mistrzem It’s Showtime w wadze ciężkiej wygrywając z Marokańczykiem Badrem Harim wskutek dyskwalifikacji Hariego za kopnięcie leżącego na ziemi Gergera. W ciągu następnego roku pokonywał m.in. Yusuke Fujimoto i Daniela Ghițę. 17 listopada 2011 przegrał z Rico Verhoevenem na punkty. 28 stycznia 2012 stracił tytuł It’s Showtime, przegrywając przez nokaut w rewanżu z Danielem Ghițą.
W latach 2012–2014 walczył głównie na galach K-1 oraz Glory World Series, gdzie w tym pierwszym 15 marca 2013 wystąpił podczas finału K-1 WGP 2012, odpadając już w ćwierćfinale w starciu z Surinamczykiem Ismaelem Londtem przez TKO. Poza tym wygrywał m.in. z Ukraińcem Pawło Żurawlowem, Brazylijczykiem Ewertonem Teixeirą czy Marokańczykiem Jamalem Ben Saddikiem oraz przegrywał z Errolem Zimmermanem czy Rumunem Benjaminem Adegbuyiem w oficjalnym eliminatorze do pasa wagi ciężkiej GLORY.
W 2015 wyjechał do Chin na turniej Kunlun Fight wagi superciężkiej, podczas którego pokonywał zawodników z Europy wschodniej, Białorusinów Ihara Buhajenkę, Andrieja Hierasimczuka oraz Łotysza Konstantīnsa Gluhovsa. W finale 7 czerwca 2015 przegrał z Holendrem Jahfarrem Wilnisem na punkty.
Rok 2016 rozpoczął nokautem na Francuzie Grégorym Tonym i zdobyciem pasa Kings Of The Ring wagi superciężkiej 24 kwietnia. W czerwcu tego samego roku wrócił do GLORY, przegrywając 25 czerwca w rewanżu z Ismaelem Londtem niejednogłośnie na punkty. Do końca roku stoczył jeszcze dwa przegrane starcia w organizacji z Brazylijczykiem Guto Inocente i w rewanżu z Adegbuyiem, oba na punkty.

## Osiągnięcia
- 2007-2008: mistrz Holandii WFCA w wadze superciężkiej (+95 kg), formuła boksu tajskiego
- 2008: mistrz Beneluxu WFCA w wadze ciężkiej
- 2008: mistrz Europy WFCA w wadze ciężkiej
- 2009: VIP Fight Night - finalista turnieju
- 2009: mistrz świata WFCA w wadze superciężkiej, formuła K-1
- 2010-2012: mistrz It’s Showtime w wadze ciężkiej
- 2015: Kunlun Fight Super Heavyweight Tournament - finalista turnieju wagi superciężkiej
- 2016: mistrz świata Kings Of The Ring w wadze superciężkiej (+96 kg), formuła K-1

## Życie prywatne
Jest w związku małżeńskim z Denise Kielholtz, która również jest kick-boxerką.

## Problemy z prawem
15 lutego 2011 został aresztowany za handel kokainą.